# Zram
zram（也称为zRAM，先前称为compcache）是Linux核心的一项功能，可提供虚拟内存压缩。zram通过在RAM内的压缩块设备上分页，直到必须使用硬盘上的交换空间，以避免在磁盘上进行分页，从而提高性能。由于zram可以用内存替代硬盘为系统提供交换空间的功能，zram可以在需要交换/分页时让Linux更好利用RAM，在物理内存较少的旧电脑上尤其如此。
即使RAM的价格相对较低（截至2014年2月），zram仍有利于嵌入式设备、上网本和其它相似的低端硬件设备。这些设备通常使用固态存储，它们由于其固有性质而寿命有限，因而避免以其提供交换空间可防止其迅速磨损。此外，使用zRAM还可显著降低Linux系统用于交换的I/O。
zram于3.14合并入Linux内核主线，并于2014年3月30日发布。截至发布于2014年6月8日的Linux内核3.15，zram可支持LZ4压缩算法，而LZO仍然作为默认的压缩后端。内核3.15中的修改还改进了性能，以及经由sysfs切换压缩算法的能力。
Google在Chrome OS中使用zram，它也成为了Android 4.4设备的一个选项。此外，Lubuntu于13.10开始使用zram。截至2012年12月，Ubuntu考虑为小内存的计算机默认启用zram。